# 조지인
조지인(독일어: Ji-In Cho, 1976년 12월 30일~)은 독일의 가수다.

## 생애
한국인 부모 아래에서 독일에서 태어난 조지인은 6살부터 피아노를 배우기 시작하였고, 이후 쾰른음대에서 음악을, 쾰른대학에서 신학을 전공하였다.
2000년에 독일의 캐스팅 쇼인 Popstars에 출전하였지만 뽑히지 못하였고, 2003년에 캐스팅 쇼 Fame Academy에 출연하였다. 이 쇼에서 그녀는 Alanis-Morissette의 Ironic 을 불렀으며, 다른 5명의 입상자와 함께 밴드 Become One를 결성하였다. 이후 두 개의 싱글과 앨범 하나를 발표하고 2004년 7월 25일에 그녀는 밴드에서 탈퇴하였다.
그녀는 이미 2003년에 Fame Academy에서 연주하였던 음악프로젝트 크립테리아 (Krypteria)의 기타리스트 크리스토프 지몬스 (Christoph Siemons)와 드러머 미햐엘 S.C. 쿠쉬네루스 (Michael „S.C.“ Kuschnerus)를 알게 되었는데, 두 사람과 베이시스트 프랑크 스툼폴 (Frank Stummvoll)과 함께 2005년 초에 락밴드 크립테리아를 결성하였다.

## 음반

### 솔로
- 2003년 11월 2일: Ironic (싱글; Sony/BMG)

### 그룹Become One
- 1. 2003년 12월: I Don’t Need Your Alibis (싱글; Sony/BMG)
- 5. 2004년 1월: 1 (앨범; Sony/BMG)
- 8. März 2004: Come Clean (싱글; Sony/BMG)

### 그룹Krypteria
- 2005년 7월 25일: In Medias Res (Synergy/EMI)
- 2006년 8월 4일: Evolution Principle (EP; Synergy/EMI)
- 2007년 1월 18일: Bloodangel's Cry (Synergy/EMI)
- 2009년 8월 28일: My Fatal Kiss